# Medal Królewski Zasługi (Norwegia)

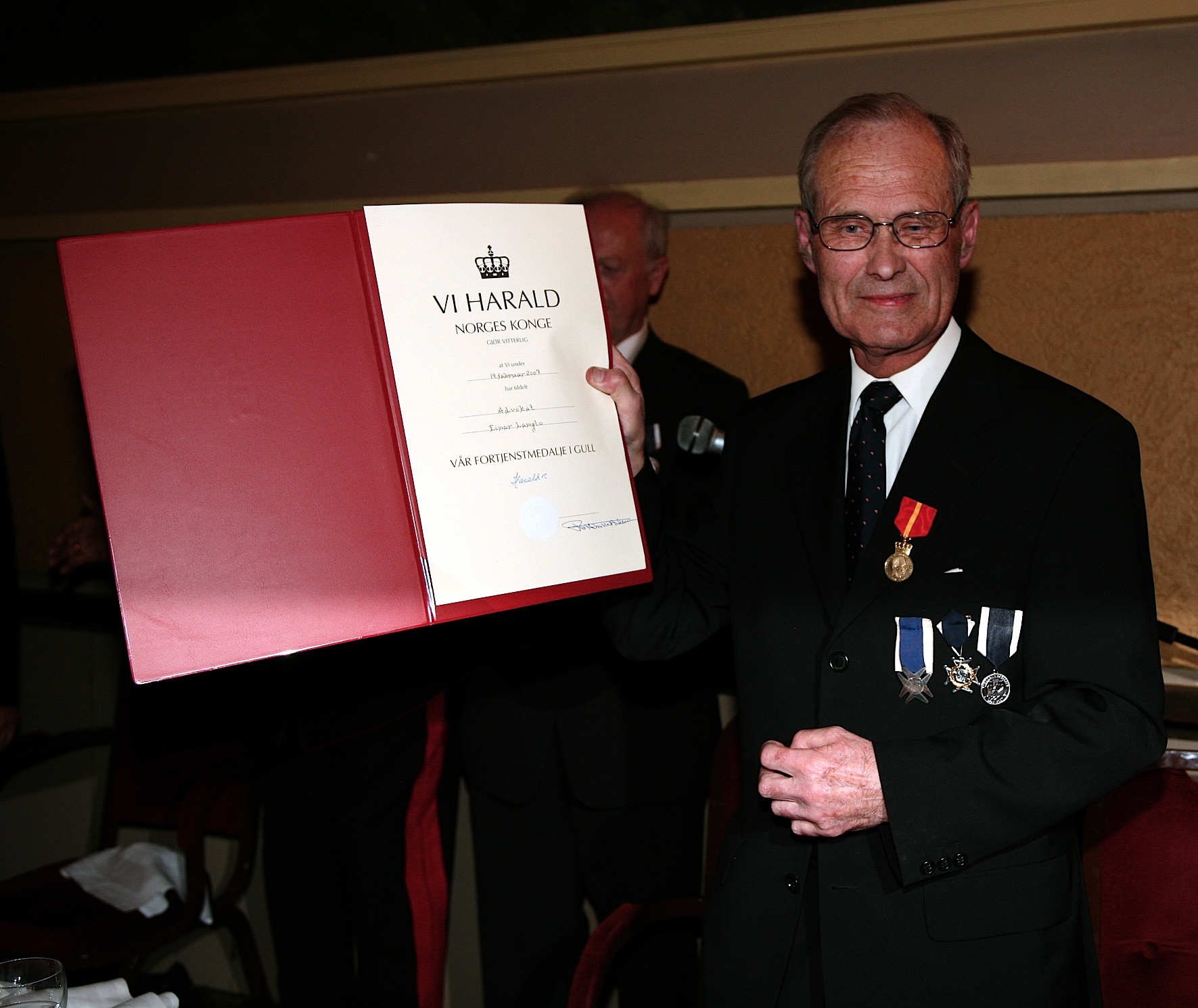
Einar Langlo ze Złotym Królewskim Medalem Zasługi i dyplomem nadania.

Medal Królewski Zasługi (norw. Kongens fortjenstmedalje) – norweskie odznaczenie państwowe.
Medal został ustanowiony przez Haakona VII 1 lutego 1908 jako Srebrny Medal Królewski Zasługi. 30 marca 2012 roku wprowadzono złotą klasę medalu. 
Odznaczenie przyznawane jest za zasługi w dziedzinie sztuki, nauki i przemysłu oraz za wybitną służbę cywilną.